# Juridiska föreningens tidskrift
Juridiska föreningens tidskrift, som var organ för Svenska juridiska föreningen, utgavs i Stockholm 1850–1861 med två häften om året, totalt 23 häften, jämte två sakregister
(1856, 1862). Tidskriften, vars redaktör hela tiden var justitierådet Karl Kristian Schmidt, innehåller utom föreningens förhandlingar uppsatser i juridiska och statsvetenskapliga ämnen samt redogörelser för lagstiftnings- och lagskipningsärenden med mera.